# إد لورين
إد لورين هو سياسي كندي، ولد في 15 أبريل 1928 في كندا، وتوفي في 18 يونيو 2008. حزبياً، نشط في الحزب الليبرالي في نوفا سكوشا ‏.